# Knaus Tabbert
Die Knaus Tabbert AG ist ein Hersteller von Freizeitfahrzeugen mit Hauptsitz in Jandelsbrunn. An vier Standorten werden Reisemobile, Wohnwagen und Kastenwagen (Camper Vans) produziert. Nach mehreren Jahren mit hoher Auslastung erwirtschaftete die Gesellschaft 2024 einen Verlust in Höhe von 48 Mio. EUR:

## Geschichte

### Tabbert

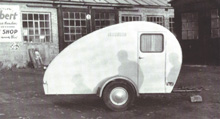
Tabbert Ideal: erster Wohnwagen von Tabbert. Er wog 300 kg

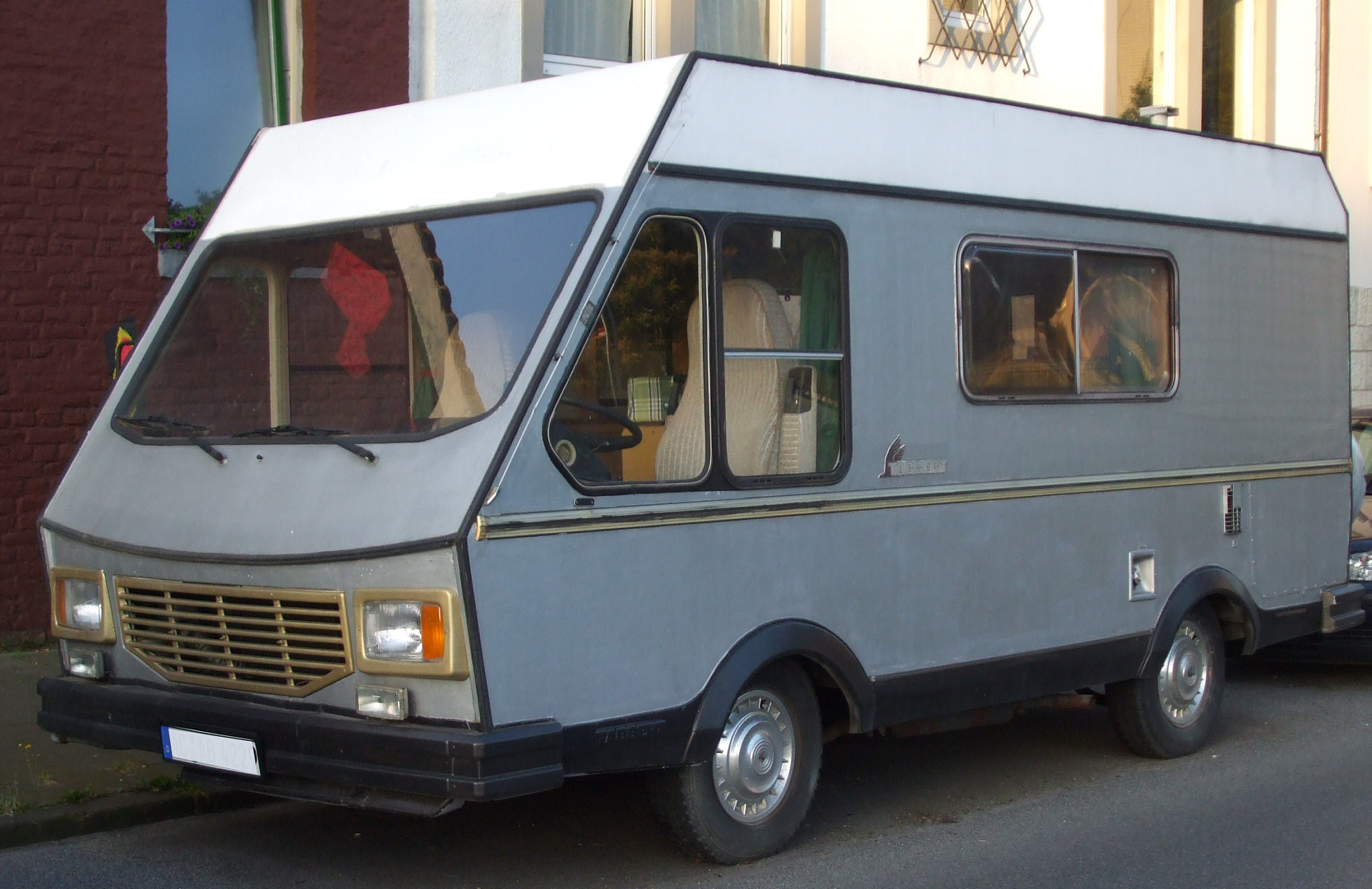
Tabbert Wohnmobil auf Basis des Peugeot J9, 1980er Jahre

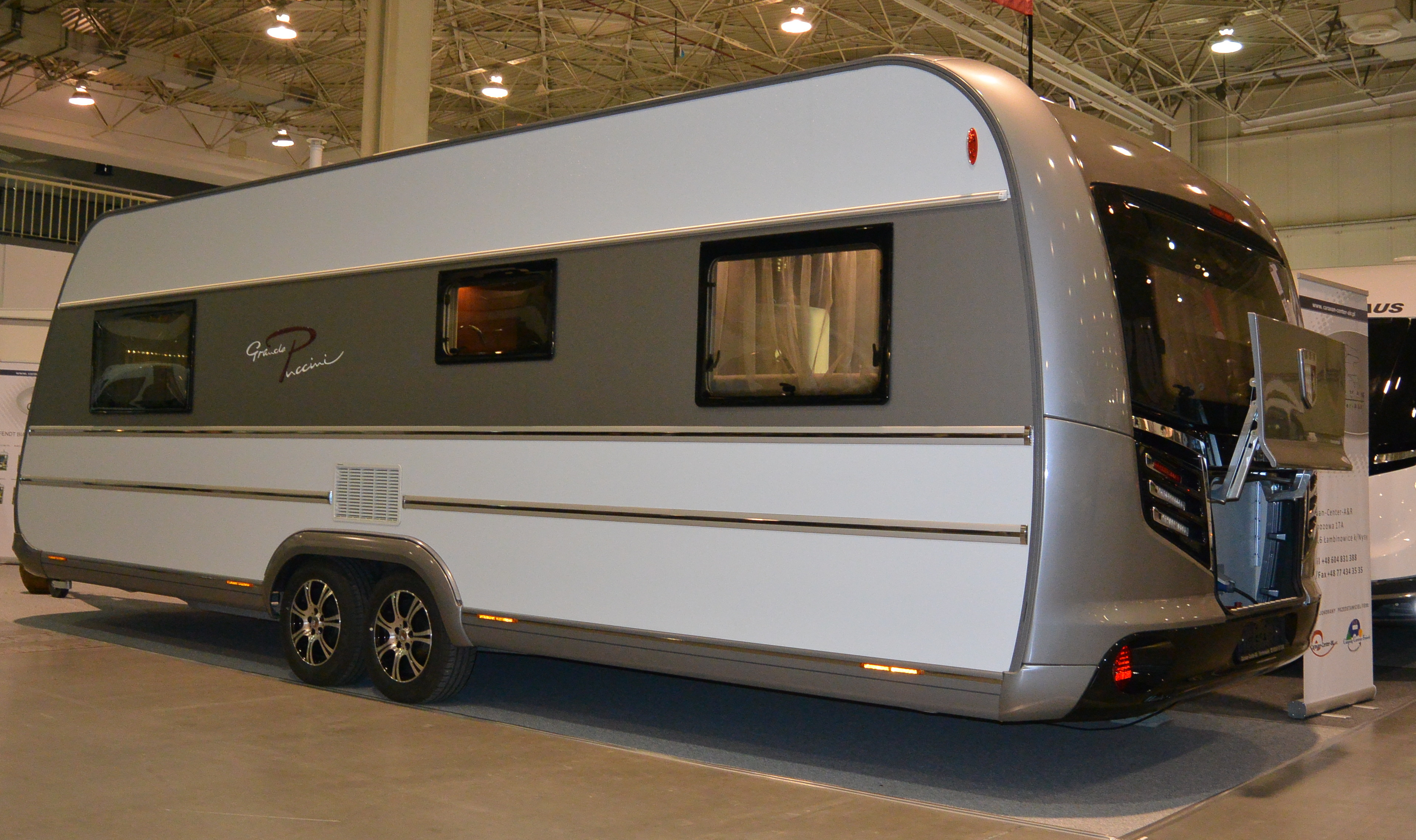
Grande Puccini der Marke Tabbert, 2014

Die Karosseriebau Alfred Tabbert wurde 1934 durch den Karosseriebaumeister Alfred Tabbert (1908–1973) in Schweinfurt gegründet. Der Betrieb wurde 1943 im Zweiten Weltkrieg durch Bomben zerstört und fertigte nach dem Krieg ab dem Jahr 1946 mit rund 80 Beschäftigten Plateauwagen für die Landwirtschaft. Im Jahr 1948 zerstörte ein Großbrand das Werk. Als Fränkische Fahrzeug- und Möbelwerke wurde daraufhin eine neue Halle errichtet, in welcher Einachsanhänger und Möbel hergestellt wurden.
1953 wurde der erste Wohnwagen der Marke Tabbert und ab 1955 der Ideal-Caravan in Serie produziert. Fünf Jahre später ging das erste Vorzelt in Produktion. 1959 wurde in Mottgers (Hessen) die TABBERT Wohnwagen GmbH gegründet. 1971 war Tabbert mit inzwischen 14 Modellen wie „Kurfürst“, „Exzellenz“, „Comtesse“ (seit 1964) und „Gouverneur“ der deutsche Marktführer. Der Jahresausstoß erhöhte sich rapide: Kamen bis 1964 insgesamt 10 000 Wohnwagen zusammen, wurde bereits 1976 der 100 000. Wohnwagen fertiggestellt. Die Produktion erfolgte am Fließband, anders als bei vielen anderen, kleineren Herstellern von Wohnwagen. Schon 1972 hatte Alfred Tabbert das Unternehmen an Castrol (Burmah Oil) verkauft.
Nach dem Ausstieg von  Burmah Oil im Jahr 1984 wurde das Unternehmen als Tabbert Caravan GmbH mit Stammsitz in Sinntal firmiert. Diese GmbH wurde 1987 zusammen mit der FFB und der CI Wilk Bad Kreuznach GmbH unter der neuen TIAG – Tabbert Industrie AG als Holdinggesellschaft der Unternehmensgruppe zusammengeschlossen. Mit FFB wurde die Produktpalette um Reisemobile erweitert. 1990 folgte die Börsennotierung des Unternehmens, und 1997 wurde es von der Knaus AG übernommen. 2002 wurde der 250.000ste Tabbert-Wohnwagen hergestellt.

### Wilk
Im Jahr 1952 gründete Helmut Wilk die CI Wilk in Bad Kreuznach. Mit seiner Erfindung – einem aus Polsterkeilen bestehenden Autobett – trat er erstmals in der Caravaning-Branche auf. 1959 baute er seine ersten Wohnwagen.
Nach dem Tod von Helmut Wilk im Jahr 1979 konnten die Geschäftsführer der Caravans International Wilk Bad Kreuznach den Erfolg des angeschlagenen Unternehmens nicht mehr fortführen und  meldeten 1986 Konkurs an. Die Tabbert Caravan GmbH wurde daraufhin alleiniger Gesellschafter und führte mit der Übernahme von Belegschaft, Gebäuden und Grundstücken das bisherige Geschäft weiter. Im Sommer 2014 wurde die Produktion von Wilk eingestellt.

### Knaus
Der Architekt Helmut Knaus, der Ingenieur- und Baumeisterwesen studiert hatte, gründete im Jahr 1960 das Wohnwagenunternehmen Knaus KG in Marktbreit. Mit einem Wohnwagen mit dem Namen Schwalbennest begann 1961 die Geschichte der Marke Knaus. Sie führte von Anfang an als Markenzeichen das fliegende Schwalbenpaar, das vom Firmengründer entworfen worden war.
In den Fertigungsstätten in Marktbreit und später Ochsenfurt bei Würzburg wurde eines der bis heute meistverkauften Knaus-Wohnwagen-Modelle, der Südwind, produziert.

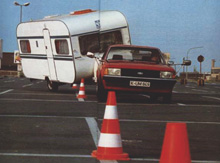
Knaus Südwind auf einer Teststrecke in den 70er Jahren

Das heutige Knaus-Stammwerk in Jandelsbrunn bei Passau entstand 1970. In den 1970er Jahren wurde der Vertrieb europaweit ausgebaut. Es entstand ein flächendeckendes Handels-, Vertriebs- und Servicenetz mit fast 600 Partnerfirmen.
Die Knaus GmbH Jandelsbrunn ging 1981 aus der Knaus KG hervor. Wegen des Strukturwandels in der Wohnwagenindustrie schloss Knaus die Produktionsstandorte in Marktbreit und Ochsenfurt und verkaufte diese an den Camping-Großhandel Frankana Freiko. Alle Produktions- und Vertriebsaktivitäten wurden auf den Standort Jandelsbrunn konzentriert. Während der 1980er Jahre erreichte Knaus mit der Weiterentwicklung seiner Wohnwagen-Modelle Südwind und Azur sowie mit Produktneuheiten einen führenden Platz unter den europäischen Herstellern von Freizeitfahrzeugen.
Mit der Gründung der Knaus AG im Jahr 1996 entstand eine enge Kooperation mit der Tiag Tabbert-Industrie AG.

### Eifelland
Im Jahr 1962 gründete Günther Hennerici das Wohnwagenwerk Eifelland.
In Ungarn wurde des Weiteren das Produktionswerk Knaus Tabbert Ungarn Kft. zur Herstellung von Wohnwagen errichtet, das zunächst die Produkte der Marke Eifelland für den niederländischen Markt produzieren sollte.

### Weinsberg
Im Jahr 1912 gründeten Gustav Alt und Wilhelm Schuhmacher die Karosseriewerke Weinsberg. Sie wurden 1938 an das Unternehmen Fiat verkauft. Das erste Wohnmobil wurde 1969 auf Basis eines Fiat 238 produziert. Nachdem Fiat 1970 beschlossen hatte, die Fahrzeugproduktion in Deutschland einzustellen, gingen die Karosseriewerke Weinsberg an eine deutsche Treuhandgesellschaft, welche die Wohnmobilproduktion unter der Marke Weinsberg fortführte.
Der Geschäftszweig Fahrzeugbau von den Karosseriewerken Weinsberg GmbH wurde 1992 durch die Tiag Tabbert-Industrie AG unter Fortführung des Firmennamens Weinsberg Mobile GmbH übernommen. Die Produktion wurde nach Sinntal/Mottgers verlegt.

### Morelo
Die Morelo Reisemobil GmbH wurde am 1. Februar 2010 von Jochen Reimann in Schlüsselfeld gegründet. Morelo ist ein Kunstwort aus den jeweils ersten beiden Buchstaben von Mobile Reimann und Loehner. Der Schwerpunkt sollte im Luxusbereich liegen, wo bereits im ersten Jahr 12 % Marktanteile erschlossen wurden. Im Februar 2011 gingen die ersten Modelle in Serie. Im Juli 2011 stieg die HTP Investments bei Morelo ein. 2015 bis 2016 wurde das Werk in Schlüsselfeld erweitert. 2017 wurde Morelo in die Holding Knaus Tabbert integriert.

### Knaus Tabbert
Wesentliche Unternehmensteile der Tiag Tabbert-Industrie AG fusionierten 2001 mit Knaus AG. Dabei wurden die Produktionsgesellschaften und Großteile der Vertriebsgesellschaften der Tiag Tabbert-Industrie AG auf die Knaus GmbH Jandelsbrunn verschmolzen. Außerdem wurde eine grundlegende Restrukturierung eingeleitet.
2002 firmierte das Unternehmen von Knaus GmbH Jandelsbrunn in Knaus Tabbert Group GmbH um und startete mit dem Retro-Wohnanhänger T@B. Im Jahr 2004 wurde die Ca-Mo Fahrzeug GmbH mit der Knaus Tabbert Group GmbH verschmolzen.
Im Jahr 2006 begann die Kooperation der Knaus Tabbert Group mit dem ADAC, indem die Reisemobile der Marken Knaus und Weinsberg unter der Flagge des ADACs vermietet wurden, so dass sich aus dem Projekt Deutschlands größtes Vermietnetz für Reisemobile entwickelte.
Nachdem die Banken wegen schlechter Geschäftszahlen einen weiteren Kredit verweigert hatten, musste das Unternehmen am 9. Oktober 2008 Insolvenz anmelden.
Knaus Tabbert wurde ab 1. Januar 2009 von der niederländischen Investmentgesellschaft HTP Investments BV aus der Provinz Zeeland übernommen. Diese wollte Knaus Tabbert zum führenden Wohnwagenhersteller in Europa machen und alle drei Werke weiter betreiben. Die Rechte an der Marke „Eifelland“ wurden nicht übernommen.
Zum 50-jährigen Firmenjubiläum stellte Knaus Tabbert auf der CMT 2011 das Modell „Schwalbennest“ als auf 150 Exemplare limitierte Retroversion vor (Länge 3,77 m, Gewicht 585 kg). 
Im April 2011 gab der Investor HTP die Beteiligung an der Morelo Reisemobile GmbH bekannt. Zusammen mit der Knaus Tabbert GmbH agiert Morelo im Bereich der Reisemobile. Die Eigenständigkeit beider Unternehmen blieb dabei erhalten; die Unternehmen und die Marken wurden weiterhin selbstständig geführt.
Die Knaus Tabbert GmbH wurde 2020 in eine Aktiengesellschaft umgewandelt und firmiert seitdem als Knaus Tabbert AG. Am 23. September 2020 erfolgte der Börsengang am Prime Standard der Frankfurter Wertpapierbörse.
Im Juli 2024 verlängerte Knaus Tabbert die Werksferien mangels Nachfrage von drei auf fünf Wochen und kassierte seine Jahresprognose. Im Oktober wurden weitere Produktionskürzungen und der sofortige Abgang des langjährigen Chefs Wolfgang Speck mitgeteilt.
Mitte November 2024 wurde ein kompletter Produktionsstopp neuer Wohnmobile und Wohnwagen mindestens bis zum Jahresende am Stammsitz im bayerischen Jandelsbrunn (über 1700 Mitarbeiter) und im zweiten großen Produktionswerk in Nagyoroszi (Ungarn, über 1300 Mitarbeiter) bekanntgegeben.
Im November 2024 kündigte das Unternehmen zwei Vorstandsmitgliedern, nachdem die Staatsanwaltschaft Landshut Haftbefehle gegen diese wegen des dringenden Tatverdachts der Bestechlichkeit vollzogen hatte. Der Unternehmenssitz in Jandelsbrunn wurde durchsucht. Zum Nachfolger als CEO und CFO wurde Wim de Pundert ernannt.

## Auszeichnungen
- 2017: Großer Preis des Mittelstandes.[25]
- 2017: LUPO des Deutschen Caravaning Handels‐Verband (DCHV) in der Kategorie Hersteller.[26]

## Marken
| Marke           | Markenspruch             | Baureihen            | Logo                 |
| --------------- | ------------------------ | -------------------- | -------------------- |
| Knaus           | Freiheit, die bewegt.    | Wohnwagen Wohnmobile | Knaus-Logo           |
| Tabbert         | Bewegende Momente        | Wohnwagen            | Tabbert-Logo         |
| T@B             |                          | Retro-Wohnwagen      | T@B-Logo             |
| Weinsberg       | Dein Urlaub!             | Wohnwagen Wohnmobile | Weinsberg-Logo       |
| Morelo          | First Class Reisemobile  | Wohnmobile           | Morelo-Logo          |
| Rent and travel | Urlaub mit dem Wohnmobil | Wohnmobile           | Rent and Travel-Logo |

Ehemalige Marken
- Wilk
- Eifelland